# دولینچانه
دولینچانه (به لهستانی:  Dolinczany) یک روستا در لهستان است که در گمینا لیپسک واقع شده‌است.